# Rudolf Frank
Rudolf Frank (19 de agosto de 1920 - 27 de abril de 1944) foi um oficial alemão que serviu na Luftwaffe durante a Segunda Guerra Mundial. Foi condecorado com a Cruz de Cavaleiro da Cruz de Ferro com Folhas de Carvalho.

## Condecorações
| Distintivo de Aviador                                            |                                    |
| Cruz de Ferro (1939) 2ª Classe                                   | 4 de julho de 1941                 |
| Cruz de Ferro (1939) 1ª Classe                                   | 15 de abril de 1942                |
| Troféu de Honra da Luftwaffe                                     | 9 August 1943                      |
| Distintivo de Voo do Fronte da Luftwaffe em Prata                | 18 de junho de 1942                |
| Distintivo de Voo do Fronte da Luftwaffe em Ouro                 | 14 de janeiro de 1944              |
| Cruz Germânica em Ouro                                           | 17 de outubro de 1943              |
| Cruz de Cavaleiro da Cruz de Ferro                               | 6 de abril de 1944                 |
| Cruz de Cavaleiro da Cruz de Ferro com Folhas de Carvalho nº 531 | 20 de julho de 1944 (postumamente) |